# حيدر مرتضى
السيد حيدر ابن السيد حسين آل مرتضى العاملي العيثاوي، عالم دين شيعي من جبل عامل.
توفي سنة 1336هـ / 1918م أثناء الحرب العالمية الأولى.

## نسبه
هو السيد حيدر ابن السيد حسين ابن السيد حيدر ابن السيد مرتضى بن محمد بن حيدر بن محمد بن مرتضى بن حيدر بن علي بن حيدر بن محمد بن يوسف بن محمد بن قاسم الحسيني العاملي العيثاوي، ينتهي نسبه الشريف إلى زيد الشهيد ابن الإمام علي بن الحسين بن علي بن أبي طالب.

## ولادته ونشأته
ولد في قرية عيتا الجبل من قرى قضاء بنت جبيل في جبل عامل - جنوب لبنان.
درس القرآن الكريم ومبادئ الكتابة والقراءة على أبيه في بلدته ومن ثم في مدارس جبل عامل في ذلك الزمن.
سكن السيد حيدر مرتضى صاحب المدرسة الحيدرية في عيتا الشعب وتزوج من الحاجة نعامة ابنة الحاج موسى علي سرور زعيم البلدة وأحد أهم مُلّاك الأراضي في منطقة بنت جبيل، وأنجب منها ولده السيد يوسف. وكان يتردد بين مسقط رأسه عيتا الجبل ومسكنه عيتا الشعب. وتتحدر عائلة مرتضى في عيتا الشعب من ذرية إبنه السيد يوسف.

## هجرته إلى النجف
هاجر في العام 1288هـ / 1871م إلى النجف مع أخيه السيد جواد مرتضى, حيث درسا على الشيخ موسى شرارة ثم حضرا على علماء ذلك العصر حتى صارا يحضران بحث الشيخ محمد حسين الكاظمي والميرزا الرشتي والآخوند الخراساني، ثم عاد بعدها إلى جبل عامل حيث أعاد مدرسة عيثا الزط - المدرسة الحيدرية - التي كان قد أنشأها أخوه العالم الصالح السيد جواد مرتضى حين عودته الأولى من النجف، بعدما ركدت أنفاسها برجوع منشئها للمرة الثانية إلى العراق والتي تخرج منها الكثير من علماء جبل عامل.

## ما قيل فيه
- قال السيد حسن الصدر في أمل الآمل في ترجمته: كان السيد حيدر سيداً جليلاً براً تقيا سكوناً حيياً حسن الخلق فاضلاً مجداً في الاشتغال، حضر في الفقه والأصول الخارج مدة من الزمان، ورجع إلى بلاده في العشرة الأخير من المائة الثالثة عشر، وهو الآن على ما ينبغي في قرية عيثا ينفع المؤمنين وينتفع به أهل الدين. كثر الله في الاشراف أمثاله.[5]
- قال السيد محسن الأمين في ترجمته:عالم فاضل معاصر جميل الأخلاق كريم الطباع[6]